# Ludvík Armand I. Bourbon-Conti
Ludvík Armand I. Bourbon-Conti (30. dubna 1661, Paříž – 9. listopadu 1685, Seine-et-Marne) byl od roku 1666 knížetem z Condé jako nástupce svého otce Armanda. Jeho matkou byla Anna Marie Martinozzi, dcera Girolama Martinozzi a Laury Markéty Mazzarini, sestry kardinála Mazarina. Jako člen vládnoucího rodu Bourbonů byl Ludvík Armand princ královské krve. Byl navíc zetěm krále Ludvíka XIV., který byl jeho jmenovcem.

## Život
Ludvík Armand se narodil v Hôtelu de Conti v Paříži.
V srpnu 1679 zastupoval ženicha na svatbě v zastoupení Marie Louisy Orleánské s Karlem II. Španělským. V roce 1680 se jako devatenáctiletý oženil s o pět let mladší Marií Annou Bourbonskou, nemanželskou dcerou krále Ludvíka XIV. a jeho milenky Louisy de La Vallière. Vzhledem k tomu, že ani jeden z nich nedostal instrukce, co mohou od první společné noci očekávat, skončilo to katastrofou, kdy Marie Anna v zoufalství utekla a kníže už nechtěl se svou ženou sdílet lože.
V roce 1683 sloužil s vyznamenáním ve Vlámsku a poté proti královu přání odjel do Uherska, kde pomáhal císařské armádě porazit Turky. 9. listopadu 1685 zemřel na zámku ve Fontainebleau na neštovice, kterými se nakazil od manželky. Zatímco ona se po nějaké době uzdravila, kníže po pěti dnech nemoci podlehl.
Protože zemřel bez potomků, stal se jeho dědicem mladší bratr František Ludvík.